# Livre circulação dos trabalhadores na União Europeia
A livre circulação dos trabalhadores é um capítulo político do acervo comunitário (acquis communautaire) da União Europeia. A livre circulação dos trabalhadores significa que os cidadãos de qualquer estado-membro da UE podem trabalhar noutro estado-membro nos empregos do setor privado, nas mesmas condições que os cidadãos desse estado-membro em particular. Porém, o direito à livre circulação não se aplica a quaisquer empregos na administração pública nos termos do artigo 45.º, n.º 4, do TFUE e da jurisprudência consolidada do TJUE pelo que quaisquer estados-membros estão obrigados a limitar a ocupação destes empregos públicos apenas por cidadãos nacionais desse estado-membros. Em geral, quando aplicado nos empregos do setor privado, a livre livre circulação dos trabalhadores na UE faz parte da livre circulação de pessoas e é uma das quatro liberdades económicas: livre circulação de bens, serviços, trabalho e capital. O artigo 45.º do TFUE estabelece que:
"Artigo 45.º
(ex-artigo 39.º TCE)
1. A livre circulação dos trabalhadores fica assegurada na União.
2. A livre circulação dos trabalhadores implica a abolição de toda e qualquer discriminação em razão da nacionalidade, entre os trabalhadores dos Estados-Membros, no que diz respeito ao emprego, à remuneração e demais condições de trabalho.
3. A livre circulação dos trabalhadores compreende, sem prejuízo das limitações justificadas por razões de ordem pública, segurança pública e saúde pública, o direito de:
  - a) Responder a ofertas de emprego efetivamente feitas;
  - b) Deslocar-se livremente, para o efeito, no território dos Estados-Membros;
  - c) Residir num dos Estados-Membros a fim de nele exercer uma atividade laboral, em conformidade com as disposições legislativas, regulamentares e administrativas que regem o emprego dos trabalhadores nacionais;
  - d) Permanecer no território de um Estado-Membro depois de nele ter exercido uma atividade laboral, nas condições que serão objeto de regulamentos a estabelecer pela Comissão.
4. O disposto no presente artigo não é aplicável aos empregos na administração pública."[2]

O direito à livre circulação tem efeito direto tanto "horizontal" quanto "vertical", de tal modo que um cidadão de qualquer estado-membro da UE pode invocar este direito, sem mais, num tribunal ordinário, contra outras pessoas, tanto governamentais quanto não-governamentais.

## História
O Tratado de Paris (1951) que instituiu a Comunidade Europeia do Carvão e do Aço (CECA) estabeleceu o direito à livre circulação dos trabalhadores nestas indústrias, e o Tratado de Roma (1957) concedeu o direito à livre circulação dos trabalhadores dentro da Comunidade Económica Europeia (CEE), a ser implementado em 12 anos a partir da data de entrada em vigor do tratado. O primeiro passo para a implementação da livre circulação dos trabalhadores foi o Regulamento do Conselho n.º 15 de 1961, que entrou em vigor a 1 de setembro de 1961. Concedeu aos cidadãos dos estados-membros o direito de trabalhar noutro estado-membro, desde que comprovadamente não houvesse cidadãos desse estado-membro disponíveis para essa vaga de trabalho em específico. O regulamento foi substituído por outro regulamento a 1 de maio de 1964, que ampliou ainda mais o direito dos trabalhadores de aceitar um emprego noutro estado-membro. Contudo, foi somente a 8 de novembro de 1968, quando o Regulamento (CEE) n.º 1612/68 entrou em vigor, que a livre circulação dos trabalhadores foi totalmente implementada nas Comunidades Europeias. Através deste regulamento, o artigo original n.º 49 do Tratado de Roma (CEE) foi implementado, e todos os cidadãos dos estados-membros obtiveram o direito de trabalhar noutro estado-membro nas mesmas condições que os cidadãos desse determinado estado-membro. A livre circulação dos trabalhadores foi assim concretizada antes de expirar o período de doze anos estipulado no Tratado de Roma (CEE). A 16 de junho de 2011, este regulamento foi substituído pelo Regulamento da Livre Circulação dos Trabalhadores de 2011. Na altura em que a livre circulação dos trabalhadores foi implementada nas Comunidades Europeias, o direito correspondente já existia no Benelux (desde 1960) e entre os países nórdicos (desde 1954) por meio de tratados e convenções internacionais separados.

A Diretiva 2004/38/EC sobre o direito de circular e residir livremente reúne os diferentes aspetos do direito de circulação num único documento, substituindo, inter alia, a Diretiva 1968/360/EEC. Também esclarece questões processuais e reforça os direitos dos familiares de cidadãos europeus que usufruem da liberdade de circulação. Segundo a página em linha (online) oficial do Parlamento Europeu, a explicação da liberdade de circulação é a seguinte:
A liberdade de circulação e residência para as pessoas na UE é a pedra angular da cidadania da União, que foi estabelecida pelo Tratado de Maastricht em 1992. A sua implementação prática na legislação da UE, porém, não tem sido simples. Em primeiro lugar, envolveu a eliminação gradual das fronteiras internas sob os acordos de Schengen, inicialmente em apenas alguns Estados-Membros. Atualmente, as disposições que regem a livre circulação de pessoas são estabelecidas na Diretiva 2004/38/CE sobre o direito dos cidadãos da UE e os seus familiares de circular e residir livremente no território dos Estados-Membros. Contudo, a implementação desta diretiva continua a enfrentar muitos obstáculos.

## Definição do conceito de trabalhador
O significado do conceito de "trabalhador" é uma questão da legislação da União Europeia. "A característica essencial de uma relação de emprego, porém, é que, durante um certo período de tempo, uma pessoa presta serviços para e sob a direção de outra pessoa em troca da qual recebe uma remuneração".
- Finalidade: de acordo com a jurisprudência do Tribunal Europeu de Justiça, o direito à livre circulação dos trabalhadores aplica-se independentemente da finalidade do trabalhador aquando da aceitação de um emprego no estrangeiro,[16] desde que o trabalho não seja prestado apenas como meio de reabilitação ou reintegração de trabalhadores problemáticos na sociedade.[17]
- Compromisso de tempo: o direito de livre circulação aplica-se tanto ao trabalho a tempo parcial (part-time) quanto ao trabalho a tempo inteiro (full-time), desde que o trabalho seja efetivo e genuíno,[16] e não seja de pequena escala, natureza irregular ou duração limitada ao ponto de ser puramente marginal e acessório.[16][18]
- Remuneração: um salário é uma pré-condição necessária para que a atividade constitua trabalho, mas o valor não é importante. O direito à livre circulação aplica-se quer o trabalhador necessite ou não de assistência financeira adicional do estado-membro para onde se desloca.[19] A remuneração pode ser uma quid pro quo (contrapartida) indireta (por exemplo, alimentação e alojamento) em vez de uma estreita consideração pelo trabalho.[20]
- Direção de outrem: quando o trabalhador é independente (autoempregado ou autónomo), pode beneficiar da liberdade de prestação de serviços e da liberdade de estabelecimento.[12]

## Extensão do direito à livre circulação
O direito à livre circulação aplica-se sempre que uma relação jurídica de trabalho é celebrada ou entre em vigor no território da Comunidade Europeia. A abrangência jurídica preciso deste direito à livre circulação dos trabalhadores foi definido pelo Tribunal Europeu de Justiça e por diretivas e regulamentos europeus. Subjacente a estas normas jurídicas existe uma tensão "entre a imagem do trabalhador comunitário como uma unidade de produção móvel, que contribui para a criação de um mercado único e para a prosperidade económica da Europa" e a "imagem do trabalhador como um ser humano, que exerce o direito pessoal de viver noutro país e de nele trabalhar sem discriminação, a fim de melhorar o nível de vida da sua família”.

## Períodos de Transição para os trabalhadores dos novos estados-membros da UE
No Tratado de Adesão de 2003, no Tratado de Adesão de 2005 e no Tratado de Adesão de 2011, existe uma cláusula sobre o Período de Transição antes que os trabalhadores dos novos estados-membros se possam tornar empregados em condições iguais e não discriminatórias nos estados-membros mais antigos. Os antigos estados-membros devem exercer o seu direito de impor este período de transição por, no mínimo, 2 anos, devendo depois decidir prorrogá-lo por mais 3 anos e, por fim, se houver suspeitas de que a mão-de-obra dos novos estados membros ainda prejudica o mercado de trabalho nos antigos estados-membros, baixando o valor do trabalho e fazendo concorrência desleal aos cidadãos dos antigos estados-membros, então o período de transição deve ser prorrogado pela última vez por mais 2 anos.
De acordo com o princípio da reciprocidade, os novos estados-membros têm o direito de impor restrições a todos os estados-membros que introduziram restrições e períodos transitórios aos seus cidadãos. Pese embora, o efeito prático desta medida seja inconsequente em virtude dos novos estados-membros serem, regra geral, países com economias mais débeis e sem atratividade para os trabalhadores dos antigos estados-membros, a Croácia decidiu aplicar esta regra após a sua admissão à UE.

## Saída da União Europeia
O Reino Unido deixou formalmente a UE a 31 de janeiro de 2020, após uma votação pública realizada em junho de 2016. Contudo, o país pode-se beneficiar de um período de transição para dar tempo de negociar um acordo comercial entre o Reino Unido e a UE. O Acordo de Comércio e Cooperação UE-Reino Unido (EU–UK Trade and Cooperation Agreement, TCA) foi concluído a 24 de dezembro de 2020. A 1 de janeiro de 2021, a livre circulação de pessoas entre ambas as Partes deste Acordo cessou, porque não se encontra incorporada no TCA nem no Acordo de Saída do Brexit.

## Liberdade de circulação no Espaço Económico Europeu (EEE)
Os cidadãos dos estados-membros do Espaço Económico Europeu (que inclui a UE) têm o mesmo direito de livre circulação no EEE que os cidadãos da UE dentro da União. Para além disso, a União Europeia e a Suíça concluíram um acordo bilateral que prevê o mesmo efeito. Os estados-membros do EEE fora da UE (Noruega, Islândia e Liechtenstein) e a Suíça são tratados como "antigos estados-membros" para efeitos dos Tratados de Adesão dos novos estados-membros da UE, para que lhes possam impor os referidos Períodos de Transição 2+3+2.

### Suíça
A Suíça inicialmente concedeu a liberdade de circulação aos cidadãos do EEE de 2005 a 2011. Entretanto reimpôs brevemente as restrições entre 2012–2013, mas suspendeu-as novamente em 2014. A aprovação num Referendo Popular de 2014 da Iniciativa Popular Federal "Contra a Imigração em Massa", obrigou o Governo suíço a impor quotas permanentes para as permissões (autorizações) de residência/trabalho concedidas para os cidadãos de todos os países do EEE, exceto o Liechtenstein, a partir de 2017, o mais tardar. Entretanto, a 22 de dezembro de 2016, a Suíça e a UE concluíram um acordo segundo o qual qualquer nova lei suíça (em cumprimento do Referendo Popular soberano) pode exigir que os empregadores suíços deem prioridade aos candidatos a emprego com residência permanente na Suíça (cidadãos suíços e estrangeiros registados em agências de emprego suíças), mas não limita a livre circulação dos trabalhadores da UE para a Suíça.

### Liechtenstein
O Liechtenstein foi originalmente autorizado pelo Protocolo 15 do Acordo EEE a limitar a livre circulação de pessoas de outros estados do EEE até 1 de janeiro de 1998 e, de seguida, a medida foi submetida a uma revisão que resultou numa declaração do Conselho do EEE que possibilitou ao Liechtenstein limitar indefinidamente a livre circulação de pessoas de outros estados do EEE, nos termos do artigo 112.º do Acordo EEE. Atualmente, o Liechtenstein impõe quotas para todos os cidadãos do EEE (emitindo, no máximo, 56 autorizações de residência por ano) e uma quota separada para os cidadãos suíços (mais umas 12 autorizações de residência por ano).

## Discriminação de cidadãos europeus e acesso ao mercado
- Anita Groener contra Minister for Education and the City of Dublin Vocational Educational Committee, 28 de novembro 1989, Processo 379/87
- Processo-crime contra Bernard Keck e Daniel Mithouard, 24 de novembro 1993, Processos apensos C-267/91 e C-268/91, ECLI:EU:C:1993:905
- Acórdão do Tribunal de 26 de Janeiro de 1999. F.C. Terhoeve contra Inspecteur van de Belastingdienst Particulieren/Ondernemingen buitenland

## Proibição de aplicação aos empregos públicos (determinada pelo artigo 45.º, n.º 4, do TFUE)
- Processo 149/79 Comissão Europeia contra Bélgica [1980] ECR 3881
- Processo 152/73 Sotigiu contra Deutsche Bundespost [1974] ECR 153

## Diretivas e regulamentos
- Directiva 68/360/CEE do Conselho, de 15 de Outubro de 1968, relativa à supressão das restrições à deslocação e permanência dos trabalhadores dos Estados-Membros e suas famílias na Comunidade
- Processo 48/75 Royer [1976] ECR 497
- Processo 118/75 Watson and Belmann [1976] ECR 1185
- Processo C-292/89 Antonissen [1991] ECR I-745
- Regulamento (CEE) nº 1612/68 do Conselho, de 15 de Outubro de 1968, relativo à livre circulação dos trabalhadores na Comunidade revogado e substituído pelo Regulamento (UE) n. ° 492/2011 do Parlamento Europeu e do Conselho, de 5 de Abril de 2011 , relativo à livre circulação dos trabalhadores na União Texto relevante para efeitos do EEE
- Processo C-207/78 Ministério Público contra Even e Office national des pensions pour travailleurs salariés (ONPTS) [1979] ECR 2019
- Processo C-267/83 Diatta contra Land Berlin [1985] ECR 567
- Processo C-370/90 The Queen contra Immigration Appeal Tribunal e Surinder Singh, ex parte Secretary of State for Home Department [1991] ECR I-4265

## Direitos sociais
- Processo 293/83 Gravier contra City of Liege [1985] ECR 593
- Processo C-85/96 Maria Martinez Sala contra Freistaat Bayern [1998] ECR I-2691
- Processo C-184/99 Rudy Grzelczyk contra Centre Public d'Aide Sociale d'Ottignes-Louvain-la-Neuve (CPAS) [2001] ECR I-6193